# جان باش
جان باش (بالإنجليزية: Jan Bach)‏ هو ملحن أمريكي، ولد في 11 ديسمبر 1937.